# ربا
الربا عبارة عن مكاسب أو استغلال بظلم يضاف في التجارة أو الأعمال التجارية. ذُكِرَ الرّبا، وأدين في عدة آيات مختلفة في القرآن. وذكر أيضا في كثير من الأحاديث.
الربا في اللغة: الزيادة. وشرعا: هو: (زيادة مخصوص،  في أنواع من المعاوضات، أو في تأخير في العوضين أو أحدهما. والربا هو: كل زيادة مشروطة مقدماً على رأس المال مقابل الأجل وحده ، ويميزه البعض عن الفائدة.
ويعتبر لفظ الفائدة معروفا في الكتابات الفقهية الإسلامية ولكنه أقل انتشارا من مصطلح الربا. وتعريفها هو الزيادة في رأس المال في مقابل الزمن،  ففي فتاوى ابن تيمية أنه سئل عن رجل اضطر إلى اقتراض دراهم، فلم يجد من يقرضه، إلا رجل يأخد الفائدة. وفي كتاب الأسدي قال: «يستدين على ذمته بفائدة».
أما مفهوم القرض عند الفقهاء فهو إعطاء مال إلى شخص آخر على أن يسترد مثله، أما الربا فهي الزيادة على رأسمال القرض. فالقرض عند الفقهاء هو «عقد إحسان، لأن المقرض يتنازل للمقترض عن مبلغ من المال، لمدة زمنية ما، دون أن يتقاضى على ذلك فائدة، إنه يسترد أصل ماله فحسب. لكن المقرض يستحق ثواب الله، لأن القرض بلا فائدة إنما هو ضرب من الصدقة التي يثاب فاعلها».
وفي حين أن المسلمين متفقون على أن الربا أمر محظور، هناك خلاف حول ما ينطوى عليه. وكثيرا ما يستخدم كمصطلح إسلامي للفائدة المفروضة على القروض وغيرها الكثير ولكن ليس كل العلماء يتساوون في تعريف كل أشكال الفائدة. الربا هو من كبائر الذنوب وضد الشريعة.
يتم تطبيق الربا أيضا على مجموعة متنوعة من المعاملات التجارية.
معظم الفقهاء يصفون نوعين من الربا:
- ربا النسيئة: وجود فائض (الربا ) يتم زيادته للحصول على قرض نقدا أو عينا.[13]
- ربا الفضل: وهو استبدال متزامن لكميات غير متكافئة أو صفات مختلفة من سلعة معينة.[14]

## أصل التسمية وتعريفات
سبب التسمية: ويسمى ربا الفضل لفضل أحد العوضين على الآخر، وإطلاق التفاضل على الفضل من باب المجاز، فإن الفضل في أحد الجانبين دون الآخر.
- ربا النسيئة:: وهو الزيادة في الدين نظير الأجل أو الزيادة فيه

سبب التسمية: مأخوذ من أنسأته الدين: أخرته - لأن الزيادة فيه مقابل الأجل أياً كان سبب الدين بيعاً كان أو قرضاً. وسمي ربا النسيئة لأنه يتضمن بيع ربوي حاضر بمؤجل وهو محرم بالقرآن الكريم في قول الله تعالى: 《يا أيها الذين آمنوا لا تأكلوا الربا أضعافاً مضاعفة.》 ثم أكدت السنة النبوية تحريمه في خطبة الوداع وفي أحاديث أخرى. ثم انعقد إجماع المسلمين على تحريمه. وسمي ربا الجاهلية، لأن تعامل أهل الجاهلية بالربا لم يكن إلا به كما قال الجصاص. والربا الذي كانت العرب تعرفه وتفعله إنما كان قرض الدراهم والدنانير إلى أجل بزيادة على مقدار ما استقرض على ما يتراضون به، وسمي أيضاً الربا الجلي.
وأما ربا الفضل فتحريمه بالإجماع وثبوت النصوص، ومن باب سد الذرائع كما صرح به في حديث أبي سعيد الخدري عن النبي قال: لا تبيعوا الدرهم بالدرهمين فإني أخاف عليكم الرماء والرماء هو الربا، فمنعهم من ربا الفضل لما يخافه عليهم من ربا النسيئة، وذلك أنهم إذا باعوا درهماً بدرهمين - ولا يفعل هذا إلا للتفاوت الذي بين النوعين - إما في الجودة، وإما في السبكة، وإما في الثقل والخفة، وغير ذلك - تدرجوا بالربح المعجل فيها إلى الربح المؤخر وهو عين ربا النسيئة، وهذا ذريعة قريبة جداً، فمن حكمة الشرع أن سد عليهم هذه الذريعة، وهي تسد عليهم باب المفسدة.

## التاريخ
جون إسبوسيتو يصف الربا كممارسة حدثت ما قبل الإسلام في الجزيرة العربية حيث يتم مضاعفة الدين إذا تخلف المقترض ومضاعفتة إذا تخلف المقترض مرة أخرى". وقد أعتبر مسؤولا عن إستعباد بعض المقترضين المعدمين.
ووفقا لمصدر محافظ (يوسف فوفانا)، قال أن بعض الفقهاء رأى الربا [الذي عرفه بأنه الفائدة] ممنوع في وقت مبكر في مكة المكرمة، وبعضهم يقول في السنة الثانية من الهجرة والبعض يقرر أن قد حظر بعد فتح مكة، ولكنها وافقت على أن الأغلبية قد جعلوه محظورا". مصادر أخرى، مثل موسوعة الإسلام والعالم الإسلامى، قد قررت أن المسلمين الأوائل قد إختلفوا حول ما إذا كان كل أو أن المعدلات الباهظة فقط تعد من الفائدة التي يمكن اعتبارها من الربا، وبالتالي تعلن محرمة، ولكن تعريف أوسع قد فاز مع إجماع فقهاء المسلمين على أن أي من القروض التي تنطوي على زيادة في السداد كان ممنوعا. واحدا من الفقهاء بوجه خاص (الجصاص، توفي 331 هـ، الذي انتقد من قبل الحداثة)
يرجع إليه الفضل في تأسيس التعريف التقليدى الربا -- «تنص على [دفع] الزيادة على القرض أو الدين»، (أي الفائدة على الديون).

## الربا في القرآن
يتناول القرآن الربا في 12 آية، الكلمة تظهر ثماني مرات في المجموع، ثلاث مرات في 2: 275، ومرة واحدة في 2: 276، 2: 278، 3: 130، 4: 161 و30:39.
آية مكية في سورة الروم كانت أول آية تليت حول هذا الموضوع:
وَمَا آتَيْتُم مِّن رِّبًا لِّيَرْبُوَ فِي أَمْوَالِ النَّاسِ فَلَا يَرْبُو عِندَ اللَّهِ ۖ وَمَا آتَيْتُم مِّن زَكَاةٍ تُرِيدُونَ وَجْهَ اللَّهِ فَأُولَٰئِكَ هُمُ الْمُضْعِفُونَ (39) (القرآن 30:39)
الآيات المدنية الأخرى:
- وَأَخْذِهِمُ الرِّبَا وَقَدْ نُهُوا عَنْهُ وَأَكْلِهِمْ أَمْوَالَ النَّاسِ بِالْبَاطِلِ ۚ وَأَعْتَدْنَا لِلْكَافِرِينَ مِنْهُمْ عَذَابًا أَلِيمًا ﴿161﴾ (القرآن 4:161)
- يَا أَيُّهَا الَّذِينَ آمَنُواْ لاَ تَأْكُلُواْ الرِّبَا أَضْعَافًا مُّضَاعَفَةً وَاتَّقُواْ اللّهَ لَعَلَّكُمْ تُفْلِحُونَ
- ذَٰلِكَ بِأَنَّهُمْ قَالُوا إِنَّمَا الْبَيْعُ مِثْلُ الرِّبَا ۗ وَأَحَلَّ اللَّهُ الْبَيْعَ وَحَرَّمَ الرِّبَا.[18]

يعتبر الربا في الشريعة الإسلامية من المحرمات بإجماع المسلمين، ويعد من كبائر الذنوب، وتحريمه في جميع الشرائع السابقة.
ويدل على تحريمه قول الله تعالى في سورة البقرة:
﴿الَّذِينَ يَأْكُلُونَ الرِّبَا لَا يَقُومُونَ إِلَّا كَمَا يَقُومُ الَّذِي يَتَخَبَّطُهُ الشَّيْطَانُ مِنَ الْمَسِّ ذَلِكَ بِأَنَّهُمْ قَالُوا إِنَّمَا الْبَيْعُ مِثْلُ الرِّبَا وَأَحَلَّ اللَّهُ الْبَيْعَ وَحَرَّمَ الرِّبَا فَمَنْ جَاءَهُ مَوْعِظَةٌ مِنْ رَبِّهِ فَانْتَهَى فَلَهُ مَا سَلَفَ وَأَمْرُهُ إِلَى اللَّهِ وَمَنْ عَادَ فَأُولَئِكَ أَصْحَابُ النَّارِ هُمْ فِيهَا خَالِدُونَ ۝٢٧٥ يَمْحَقُ اللَّهُ الرِّبَا وَيُرْبِي الصَّدَقَاتِ وَاللَّهُ لَا يُحِبُّ كُلَّ كَفَّارٍ أَثِيمٍ ۝٢٧٦ إِنَّ الَّذِينَ آمَنُوا وَعَمِلُوا الصَّالِحَاتِ وَأَقَامُوا الصَّلَاةَ وَآتَوُا الزَّكَاةَ لَهُمْ أَجْرُهُمْ عِنْدَ رَبِّهِمْ وَلَا خَوْفٌ عَلَيْهِمْ وَلَا هُمْ يَحْزَنُونَ ۝٢٧٧ يَا أَيُّهَا الَّذِينَ آمَنُوا اتَّقُوا اللَّهَ وَذَرُوا مَا بَقِيَ مِنَ الرِّبَا إِنْ كُنْتُمْ مُؤْمِنِينَ ۝٢٧٨ فَإِنْ لَمْ تَفْعَلُوا فَأْذَنُوا بِحَرْبٍ مِنَ اللَّهِ وَرَسُولِهِ وَإِنْ تُبْتُمْ فَلَكُمْ رُءُوسُ أَمْوَالِكُمْ لَا تَظْلِمُونَ وَلَا تُظْلَمُونَ ۝٢٧٩﴾ [البقرة:275–279]

## الربا في المسيحية واليهودية
حرمت اليهودية والمسيحية الربا، فقد جاء في الكتاب المقدس في العهد القديم: «إن أقرضت فضة لشعبي الفقير الذي عندك فلا تكن له كالمرابي. لا تضعوا عليه ربا» (سفر الخروج، 22- 25). وفي العهد الجديد:«اقرضوا وأنتم لا ترجون شيئًا فيكون أجركم عظيماً» (إنجيل لوقا 6، 34-35)

## مضار الربا
1. الخلل في توزيع دخول الافراد.
2. إن الربا هو المحرك الرئيسي للتضخم (ارتفاع الأسعار) لأن الشخص عندما يأخذ قرض ربوي فان ذلك سيؤدي إلى زيادة تكاليف الإنتاج عليه مما يدفعه إلى زيادة أسعار السلع والخدمات وعند زيادة أسعار السلع والخدمات يقوم المرابي بزيادة سعر الفائدة على الأموال التي يقرضها للحفاظ على ربح دائم لا يتأثر بارتفاع الأسعار وهذه الزيادة على سعر الفائدة تسبب زيادة تكلفة على المنتج الذي يرفع الأسعار.
وقد كان الربا أحد أسباب الأزمة الاقتصادية في العقد الماضي حيث ارتفعت نسبة الفائدة إلى درجة أن توقف عدد كبير من المقترضين عن السداد.
3.الإضرار بالفقراء والمحتاجين بمضاعفة الديون عليهم عند عجزهم عن تسديدها.
4. تعطيل المكاسب والتجارات والأعمال التي لا تنتظم حياة الناس إلا بها.
5. تكديس المال في يد طبقة معينة من أصحاب رؤوس المال.
وكل هذه المضار دعت بعض الاقتصاديين إلى الدعوة إلى تخفيض الفوائد إلى الصفر، كما دعا موريس آلياس الحائز على جائزة نوبل في الاقتصاد سنة 1988م وقدم طرحاً اقتصاديا جديداً بالتخلي عن الفائدة الربوية وتخفيض الضرائب إلى نسبة 2.5%.